# Pauline Hansson
Pauline Hansson   (Suècia, 1991) és una directora de càsting sueca.

## Carrera
Va començar formant-se en periodisme, però en unes pràctiques a la productora cinematogràfica B-Reel el 2014, va conèixer la direcció de càsting i va cridar l'atenció del consultor creatiu Kalle Boman en tenir l'oportunitat de seleccionar el repartiment de la pel·lícula Tjuvheder, dirigida per Peter Grönlund. Així doncs, Boman va recomanar-la al director Roy Andersson i al productor Erik Hemmendorff, company de feina predilecte de Ruben Östlund. El 2016, va ser nominada al premi al millor repartiment del Festival Internacional de Cinema de Locarno per l'execució de Tjuvheder. Per tot això, va decidir prioritzar aquesta professió enfront dels estudis que tenia a mig fer.
Més tard, va treballar en els films The Square de Ruben Östlund i Goliat del mateix Peter Grönlund. Pel seu treball posterior a Triangle of Sadness, dirigit novament per Ruben Östlund, va ser nominada tant als BAFTA com als premis de l'Aliança de Dones Periodistes de Cinema.
Actualment, treballa en dues sèries de televisió sueques mentre espera el següent treball d'Östlund.

## Vida personal
Té dos fills, que es porten tretze mesos de diferència entre ells.

## Filmografia
| Any        | Títol                            |
| ---------- | -------------------------------- |
| 2015       | Tjuvheder                        |
| 2017       | The Square                       |
| 2018       | Goliat                           |
| 2019       | Fraemling                        |
| 2019       | Om det oändliga                  |
| 2021       | Pleasure                         |
| 2021       | Bergman Island                   |
| 2022       | Triangle of Sadness              |
| 2023-      | Kapningen                        |
| A anunciar | The Entertainment System is Down |

## Premis i nominacions
| Any  | Premi                                              | Categoria          | Per l'obra          | Resultat | Ref.  |
| ---- | -------------------------------------------------- | ------------------ | ------------------- | -------- | ----- |
| 2016 | Festival Internacional de Cinema de Locarno        | Millor repartiment | Tjuvheder           | Nominat  | [ 3 ] |
| 2022 | Premis de l'Aliança de Dones Periodistes de Cinema | Millor repartiment | Triangle of Sadness | Nominat  | [ 4 ] |
| 2023 | British Academy of Film and Television Arts        | Millor repartiment | Triangle of Sadness | Nominat  | [ 2 ] |